# Liste der Naturdenkmale in Fiersbach
Die Liste der Naturdenkmale in Fiersbach nennt die im Gemeindegebiet von Fiersbach ausgewiesenen Naturdenkmale (Stand 15. Februar 2024).

## Naturdenkmale
| Nr.         | Bezeichnung        | Lage                                            | Beschreibung                                     | Bild                                    |
| ----------- | ------------------ | ----------------------------------------------- | ------------------------------------------------ | --------------------------------------- |
| ND-7132-439 | Eiche in Fiersbach | südwestlich des Ortes; Flur Im Leitersberg Lage | Quercus robur, um 1850 gekeimt, Umfang ca. 3,7 m | Direkt Bild zu diesem Denkmal hochladen |